# Piz Cazirauns
Der Piz Cazirauns ist ein Berg in den Bündner Alpen.
Der Berg ist 2934 m ü. M. hoch und liegt östlich vom Val Plattas. Über seinen Gipfel verläuft die Grenze zwischen den Gemeinden Medel (Lucmagn) im Westen und Sumvitg im Osten.